# Josh Mitchell
Josh Mitchell (n. 8 iunie 1984) este un jucător australian de fotbal legitimat în perioada 2005-2009, la FC Universitatea Craiova. Joacă pe postul de fundaș central.

## Titluri
| Sezon   | Club                  | Titlu   |
| ------- | --------------------- | ------- |
| 2005-06 | Universitatea Craiova | Liga II |